# 耶路撒冷广场

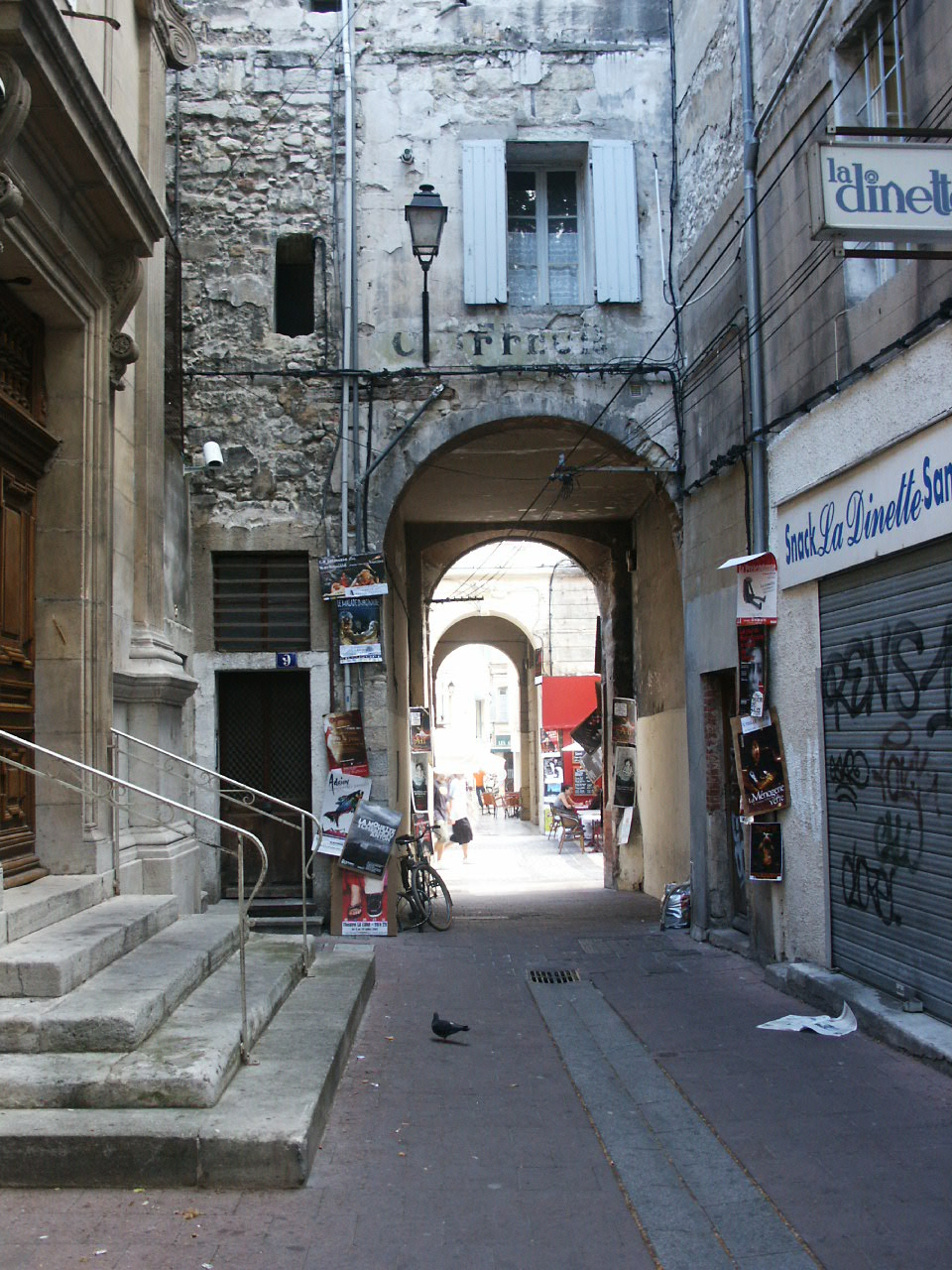
入口

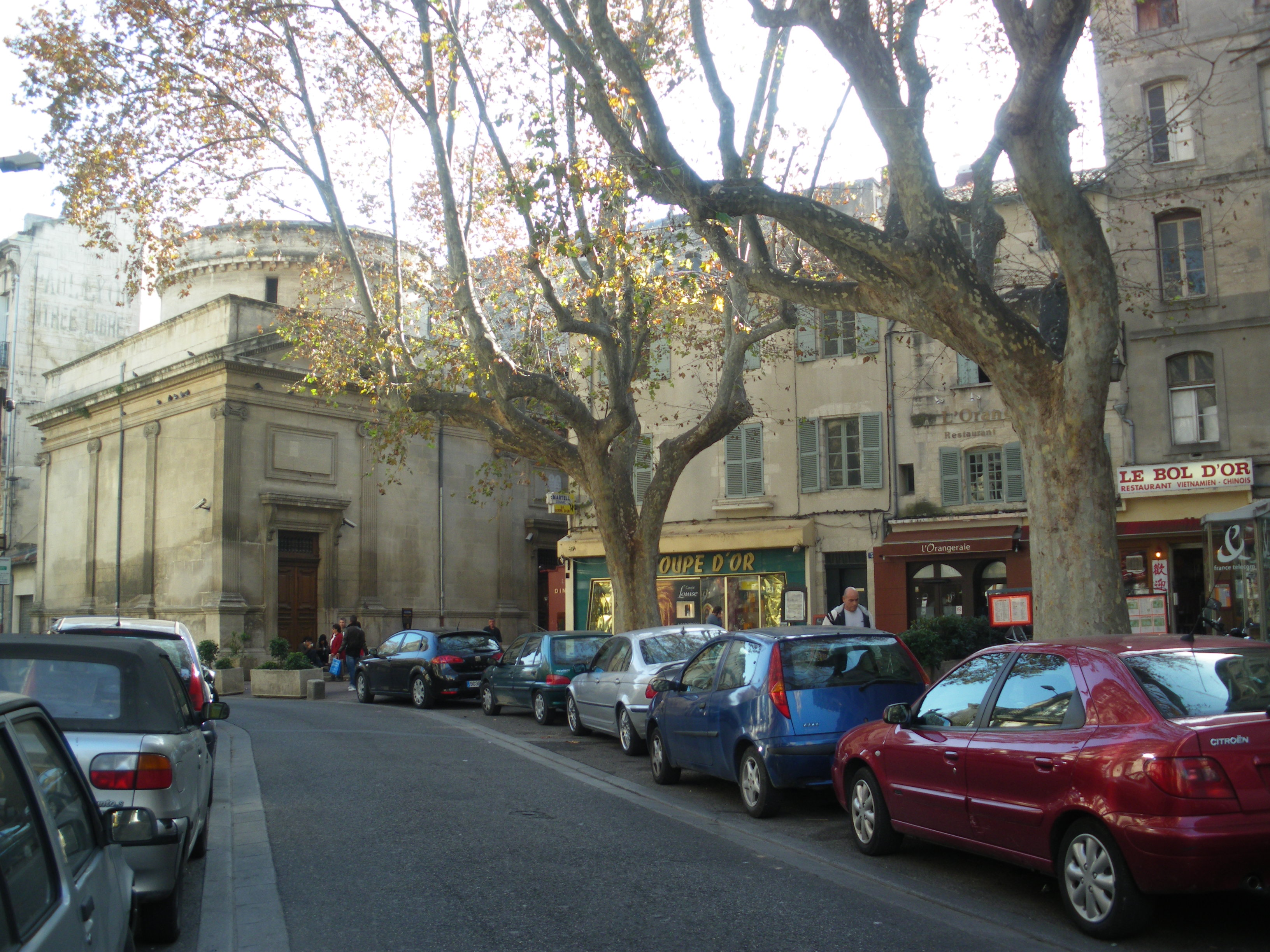

耶路撒冷广场（Place Jérusalem）位于法国普罗旺斯阿维尼翁。自中世纪以来，阿维尼翁犹太会堂就设于此处。
在阿维尼翁教廷时期，这条街的居民约有600-700人。到1746年，还有67户，279人，到1781年，有94户，340人。